# Rhyssemus ahrensi
Rhyssemus ahrensi är en skalbaggsart som beskrevs av Rakovic och Kral 2001. Rhyssemus ahrensi ingår i släktet Rhyssemus och familjen Aphodiidae. Inga underarter finns listade i Catalogue of Life.